# Liste der Monuments historiques in Petit-Mesnil
Die Liste der Monuments historiques in Petit-Mesnil führt die Monuments historiques in der französischen Gemeinde Petit-Mesnil auf.

## Liste der Objekte
| Bezeichnung                     | Beschreibung                                                                                              | Standort                        | Kennzeichnung | Schutzstatus | Datum | Bild |
| ------------------------------- | --- | ------------------------------- | ------------- | ------------ | ----- | ---- |
| Grabstein für Jean d’Aigremont  | Kalkstein, bezeichnet 1558                                                                                | in der Kirche St-Étienne (Lage) | PM10001484    | Classé       | 1913  |      |
| Skulptur Johannes der Täufer    | Holz, farbig gefasst und vergoldet, 18. Jahrhundert; aus dem Kloster Basse-Fontaine in Brienne-la-Vieille | in der Kirche St-Étienne (Lage) | PM10001486    | Classé       | 1961  |      |
| Skulptur Madonna mit Kind       | Holz, farbig gefasst und vergoldet, 18. Jahrhundert; aus dem Kloster Basse-Fontaine in Brienne-la-Vieille | in der Kirche St-Étienne (Lage) | PM10001485    | Classé       | 1961  |      |
| Grabstein für Nicolas du Maigny | Kalkstein, bezeichnet 1543                                                                                | in der Kirche St-Étienne (Lage) | PM10001483    | Classé       | 1913  |      |